# Timo Mäkinen
Timo Mäkinen (Helsinki, Finlandia, 18 de marzo de 1938-4 de mayo de 2017) fue un destacado piloto de rally finlandés de las décadas de 1960 y 1970 de los denominados Flying Finns (finlandeses voladores).
La primera victoria de Timo Mäkinen fue en 1964 pilotando un Mini Cooper S en el Tulip Rally, consiguiendo en el siguiente año ganar con un Mini en el mítico Rally de Montecarlo. Posteriormente también cabe resaltar sus cuatro victorias en el Rally de los 1000 Lagos en los años 1965, 1966, 1967 y 1973, así como las tres consecutivas del Rally de Gales en los años 1973, 1974 y 1975. Otras victorias de este finlandés volador son el Rally Ártico de 1973 o el Rally de Costa de Marfil en 1974 y 1976.
Se retiró en 1981, aunque en 1994, en motivo del 30ª aniversario del triunfo del Mini en el Rally de Montecarlo, participó aunque tuvo que abandonar por problemas mecánicos.

## Palmarés

### Victorias en rallyes internacionales
| Año  | Rally                | Automóvil          |
| ---- | -------------------- | ------------------ |
| 1964 | Tulip Rally          | Mini Cooper S      |
| 1965 | Monte Carlo Rally    | Mini Cooper S      |
| 1965 | 1000 Lakes Rally     | Mini Cooper S      |
| 1966 | 1000 Lakes Rally     | Mini Cooper S      |
| 1966 | Three Cities Rally   | Mini Cooper S      |
| 1967 | 1000 Lakes Rally     | Mini Cooper S      |
| 1972 | Hong Kong Rally      | Ford Escort RS1600 |
| 1973 | Arctic Rally         | Ford Escort RS1600 |
| 1973 | 1000 Lakes Rally     | Ford Escort RS1600 |
| 1973 | RAC Rally            | Ford Escort RS1600 |
| 1974 | RAC Rally            | Ford Escort RS1600 |
| 1974 | Rallye Côte d'Ivoire | Ford Escort RS1600 |
| 1975 | RAC Rally            | Ford Escort RS1800 |
| 1976 | Rallye Côte d'Ivoire | Peugeot 504 V6     |